# Лекарев, Валерий Петрович
Валерий Петрович Ле́карев (6 октября (19 октября) 1909 — 14 сентября 1971, Москва) — советский актёр театра и кино, Народный артист РСФСР (1963).

## Биография

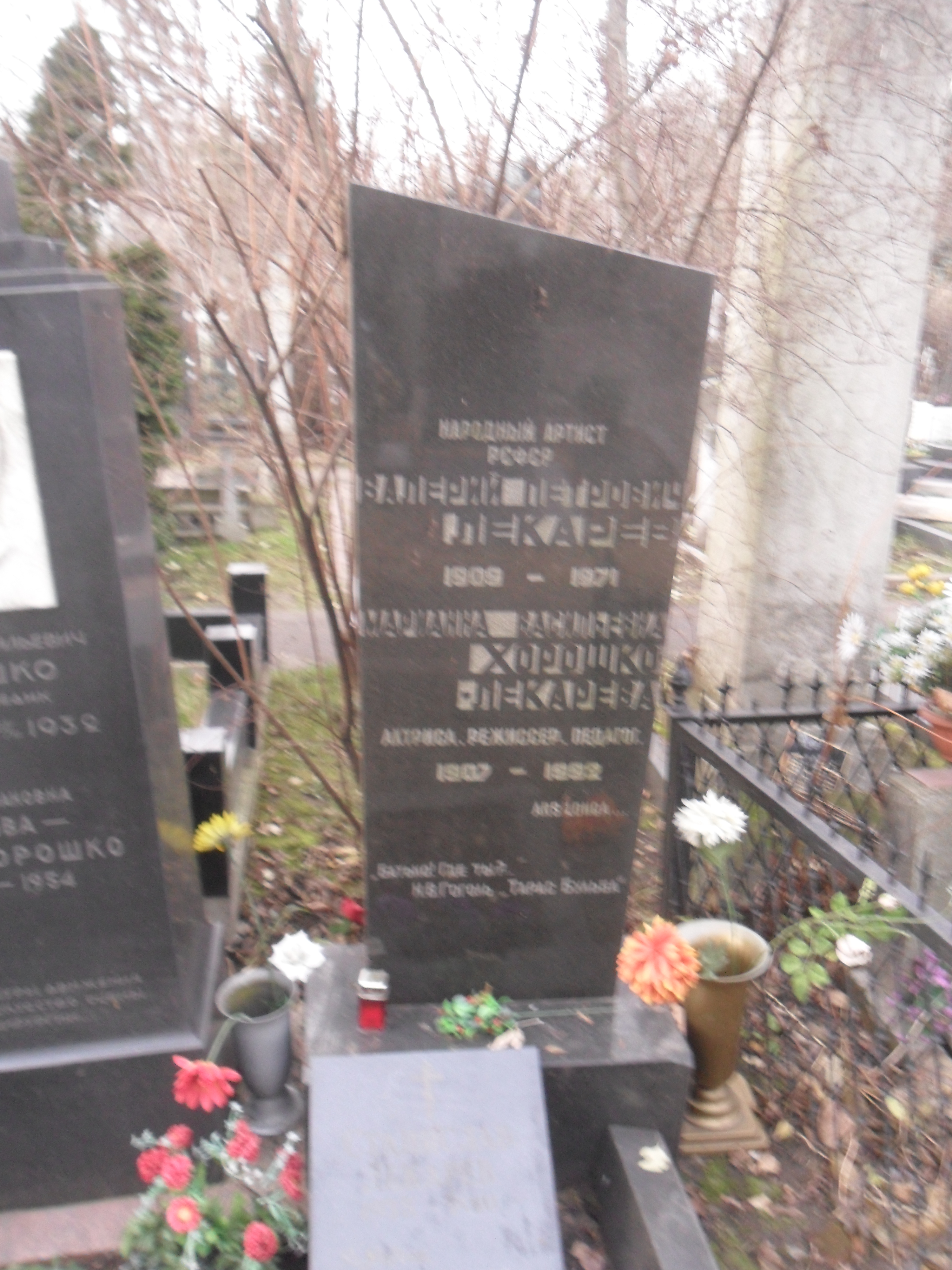
Могила Лекарева на Новодевичьем кладбище Москвы.

Валерий Лекарев родился 6 (19) октября 1909 года. В середине 1920-х годов Валерий поступил в фабзавуч завода «Красный пролетарий». С 1927 года — в театральной студии им. Ермоловой, которая в 1937 году, после объединения со Студией Н. П. Хмелева, стала московским Театром им. М. Н. Ермоловой). В 1929 году он получил диплом слесаря-инструментальщика и в тот же год диплом актёра. В 1942—1943 годах - в Дагестанском фронтовом театре, в 1943—1946 годах в московском Театре сатиры, с 1946 года — снова в Театре ми М. Н. Ермоловой. С 1949 года выступал на эстраде.

## Награды и звания
- Медаль «За боевые заслуги» (18 марта 1943)
- Медаль «За оборону Кавказа» (1 мая 1944)
- Медаль «За победу над Германией в Великой Отечественной войне 1941—1945 гг.» (1945)
- Медаль «За доблестный труд в Великой Отечественной войне 1941—1945 гг.» (1946)
- Медаль «В память 800-летия Москвы» (1948)
- Заслуженный артист РСФСР (3 июня 1954)
- Народный артист РСФСР (14 октября 1963)
- Медаль «В ознаменование 100-летия со дня рождения Владимира Ильича Ленина» (1970)

## Творчество

### Театральные работы
- Предукома - «Шторм» Билль-Белоцерковского (1937)
- пастух Корин — «Как вам это понравится» У .Шекспира (постановка Н. П. Хмелёва и М. О. Кнебель)
- доктор Супругов в «Спутниках» Пановой
- Суслов — «Дачники» М. Горького (1949)
- Достигаев — «Достигаев и другие» М. Горького (1952)
- Корзухин («Бег» М. А. Булгакова)
- Леонид Сергеевич («Два упрямца» Н. Хикмета и В.Тулякова)
- Стыров («Невольницы» А. Н. Островского)
- Порфирий Петрович («Преступление и наказание» по Достоевскому)
- Петербоно («Бал воров» Жана Ануя)
- Ярцев («Разлом» Б. А. Лавренёва)

### Фильмография
1. 1953 — Корабли штурмуют бастионы — Наполеон Бонапарт I
2. 1953 — Серебристая пыль — Гидеон Смит